# Pustý mlýn
Pustý mlýn je přírodní památka poblíž obce Biskoupky v okrese Brno-venkov. Vyhlášena byla 1. ledna 2014.
Lokalita se nachází na svazích levého břehu řeky Jihlavy ve výškách od 229 do 343 m nad mořem, v přírodním parku Střední Pojihlaví. Je jednou ze série většího množství maloplošných chráněných území na březích Jihlavy v úseku mezi Mohelnem a Hrubšicemi. Předmětem ochrany PP Pustý mlýn jsou různé typy přírodních stanovišť (hercynské dubohabřiny, suťové lesy, acidofilní teplomilné doubravy s kručinkou chlupatou (Genista pilosa), štěrbinová vegetace silikátových skal a drolin, skalní vegetace s kostřavou sivou (Festuca pallens), subpanonské stepní trávníky, úzkolisté stepní trávníky a suchá vřesoviště nížin a pahorkatin) se vzácnou faunou a flórou a s významným výskytem přástevníka kostivalového (Euplagia quadripunctaria).